# یادبود کهنه‌سربازان ویتنام
یادبود کهنه‌سربازان ویتنام (انگلیسی: Vietnam Veterans Memorial) یادبودی ملی (۸۰۰۰ متر مربع) در واشینگتن، دی.سی. است. این بنا به افتخار سربازان، جان‌باختگان و جانبازان و مفقودان جنگ ویتنام ساخته شده‌است. این بنا سه قسمت دارد: مجسمه یادبود سه سرباز، یادبود زنان سرباز و دیوار کهنه‌سربازان که مشهورترین بخش بنای یادبود و اثر معمار مشهور، مایا لین است. این بنا در سال ۲۰۰۷، در لیست مورد علاقه‌ترین بناها در آمریکا، از سوی مؤسسه معماران آمریکا در جایگاه دهم قرار گرفت و به عنوان یک اثر ملی در فهرست ثبت ملی اماکن تاریخی به ثبت رسید.